# Roger Marion
Pour les articles homonymes, voir Marion.
Roger Marion est un haut fonctionnaire de la police française, né le 30 mars 1947 à Castres (Tarn). 

## Biographie
Fils de cheminot et d’une employée de commerce, il est reçu, après le service militaire et des études en droit, second au concours d’officier de police adjoint de la police nationale et affecté, à compter du 11 avril 1970 au Service régional de police judiciaire (SRPJ) de Bordeaux.
En 1976, il est reçu au concours de commissaire de police. Le 8 juillet 1978, il sort vice-major de la 22e promotion de l'École nationale supérieure de la Police et est affecté au SRPJ de Toulouse, au groupe criminel puis à celui de répression du banditisme.
Le 1er juillet 1985, il est nommé commissaire principal et affecté le 2 juin 1986 comme chef de la section criminelle au SRPJ de Marseille puis promu commissaire divisionnaire à la tête de la division criminelle et de répression du banditisme de ce même service.
Le 1er octobre 1990, il est nommé chef de la « 6e division » à la direction centrale de la Police judiciaire qui deviendra le 23 février 1998, la « division nationale anti-terroriste » (DNAT).
Promu contrôleur général, puis inspecteur général des services actifs de la police nationale, il est directeur central-adjoint de la police judiciaire chargé des affaires criminelles, du 1er octobre 1999 au 29 octobre 2002. 
Le 30 octobre 2002, il est nommé préfet délégué pour la sécurité et la défense (PDSD) auprès du préfet de la zone Sud à Marseille puis à Lille le 29 mars 2004 auprès du préfet de la zone Nord.
Le 12 juin 2006, il est nommé préfet hors-cadre et chargé de mission à l'inspection générale de l'administration.
Depuis le 25 février 2013, Roger Marion est préfet honoraire.

## Débats et discussions

### Mise en cause de la DNAT dans l'«opération Chrysanthème»
Dans l’enquête préliminaire diligentée sur le plan national par la direction centrale de la Police judiciaire (DCPJ) contre les milieux islamistes, à la suite d'assassinats et d’enlèvements de personnes en Algérie (Opération « Chrysanthème » du 9 novembre 1993), le Service régional de police judiciaire de Versailles a opéré une perquisition au domicile de Moussa Kraouche à Taverny (Val-d'Oise) et saisi des documents à caractère subversif. L’inspecteur Patrick Robert de la 6e Division de la DCPJ, en sa qualité d’observateur, a dénoncé « une manipulation des services de renseignements » qui participaient, eux-aussi, à cette perquisition, ce qui conduira le juge d’instruction Roger Le Loire à rendre une ordonnance de non-lieu au bénéfice de Moussa Kraouche « en raison d’une construction de preuves pure et simple des services de police ». 
Roger Marion n’a jamais été mis en cause sur le plan judiciaire dans cette affaire, ni même entendu en qualité de témoin.

### Complaisance personnelle alléguée au cours de l'affaire Érignac
L'enquête consécutive à l’assassinat le 6 février 1998 à Ajaccio du préfet de Corse Claude Érignac a abouti à l’identification d’un groupe terroriste composé de deux commandos (sud et nord). Six activistes du commando du sud ont été arrêtés les 21 et 23 mai 1999 et condamnés définitivement pour leur participation à l’assassinat par arrêt no 03/0011 du 11 juillet 2003 de la cour d’assises de Paris spécialement composée. Deux des complices présumés (commando du nord) dont Jean Castela et Vincent Andriuzzi ont été acquittés en appel mais toutefois condamnés par arrêt no 03/140 du 22 février 2006 de la cour d'assises de Paris spécialement composée, le premier à dix ans de réclusion criminelle, le second à huit ans de la même peine, pour leurs activités terroristes, notamment des attentats à l’explosif commis en 1994 à Paris et à Mende (Lozère).
Lors des commissions d'enquête parlementaire sur le fonctionnement des forces de sécurité en Corse, il a été interrogé sur la « non-arrestation » d'Yvan Colonna le 23 mai 1999, ce à quoi il a répondu que « celui-ci avait été prévenu par l'ex-directeur de la Police judiciaire d'Ajaccio des surveillances dont il était l’objet par les Renseignements Généraux en janvier 1999 ». Malgré la plainte déposée contre lui pour dénonciation calomnieuse par l’ex-directeur du SRPJ de Corse, il a été relaxé par l'arrêt no 3 (dossier no 9/01437) en date du 28 janvier 2010 de la 7e chambre de la Cour d’appel de Paris.
Yvan Colonna, en fuite entre le 23 mai 1999 et le 4 juillet 2003 date de son arrestation à Porto Pollo (Corse du sud), est condamné, pour sa participation à l'assassinat du préfet Claude Érignac, à la réclusion criminelle à perpétuité, par arrêt en date du 20 juin 2011 de la cour d'assises d'appel de Paris spécialement et autrement composée. Le pourvoi qu'il a formé contre cette décision a été rejeté par un arrêt de la chambre criminelle de la Cour de cassation en date du 11 juillet 2012. 
Selon les auteurs du livre Place Beauvau, les « méthodes d’interrogatoire » de la division nationale anti-terroriste (DNAT) ont été mises en cause. Après enquête de l’Inspection générale de la police nationale, diligentée par le ministre de l'Intérieur, aucun fait allégué n’a été avéré, ce qui a conduit le procureur de la République de Paris, auquel cette enquête administrative sur les allégations de tortures et de violence, avait été transmise le 21 mars 2006, à prendre une décision de classement sans suite le 23 mai 2006 (référence parquet 06.081.0801.4).

### Emploi illégitime allégué de la force publique par la DNAT
Les auteurs de la campagne d’attentats terroristes commis en France en 1995 ont été identifiés et appréhendés cinq mois plus tard. Le chef de ce réseau du Groupe islamique armé (GIA) a été quant à lui arrêté le 1er novembre 1995, rue Félicien-David à Paris 16e arrondissement, par des effectifs du RAID requis par la DNAT, qui n’ont fait usage que de la force strictement nécessaire pour le maîtriser.
Les avocats des activistes bretons, ceux du GIA et des membres du commando ayant assassiné le préfet Claude Érignac, ont fait état, lors des audiences en Cour d’assises, de violences illégitimes mais ni le chef de la DNAT, ni aucun de ses subordonnés, n’ont jamais été poursuivis, ni a fortiori condamnés pour violences illégitimes.

## Personnage de fiction télévisuelle
Le réalisateur Pierre Schoeller a réalisé le téléfilm Les Anonymes - Ùn' pienghjite micca retraçant pour la première fois l'enquête de la DNAT qui a conduit en mai 1999 à l'arrestation et aux aveux des membres du commando qui a assassiné le 6 février 1998 à Ajaccio le préfet de Corse Claude Érignac : c'est le comédien Mathieu Amalric qui joue le rôle du commissaire Marion, patron de la DNAT.

## Roger Marion auteur
- Avec Francis Zamponi, On m'appelle Eagle Four, Paris, Le Seuil, 2007, 185 p. (ISBN 978-2-02-096771-6).
- Raisons d'État : des affaires corses à Merah, les dérives du renseignement (préf. Jean-Pierre Chevènement), Paris, La Martinière, 2013, 255 p. (ISBN 978-2-7324-5830-4).
- Avec Yvan Blot, Le Terrorisme islamiste, une menace révolutionnaire : suivi d'Un entretien de Roger Marion sur l'action contre-terroriste en France, Kaysersberg, Apopsix, 2016, 246 p. (ISBN 978-2-35979-110-5).

## Décorations

### Distinctions françaises
- Chevalier de la Légion d'honneur décret du 13 juillet 1999[20] (journal officiel no 161 du 14 juillet 1999, p. 10486)
- Chevalier de l'ordre national du Mérite décret du 24 juin 1993[21] (journal officiel no 145 du 25 juin 1993, p. 8957)

- Médaille d'honneur de la Police nationale par arrêté de février 1990[réf. nécessaire] du ministre de l'Intérieur, Pierre Joxe.

- Médaille d'honneur pour acte de courage et de dévouement échelon bronze par arrêté du 12 juin 1996 du ministre de l'Intérieur.

- Médaille d'honneur de l'administration pénitentiaire échelon bronze par arrêté du 21 janvier 2004 NOR JUSE0440022A du Garde des Sceaux, ministre de la Justice.

### Distinctions espagnoles
- Ordre du Mérite avec distinction blanche du royaume d'Espagne par arrêté du 28 septembre 1992 du ministre de l'Intérieur.
- Ordre du Mérite avec distinction rouge du royaume d'Espagne par arrêté du 24 septembre 1996 du ministre de l'Intérieur.

## Éléments bibliographiques
- Jean-Pierre Chevènement, Défis républicains, éditions Fayard, Paris, septembre 2004, p. 356 et suivantes.
- Eric Pelletier et Jean-Marie Pontaut, Colonna peut-il être acquitté ?, L'Express, 30 mars 2006.

- Olivia Recasens, Jean-Michel Decugis et Christophe Labbé, Place Beauvau : la face cachée de la police, Robert Laffont, 2006, 408 p. (ISBN 978-2-221-10384-5, présentation en ligne).